# Dywizja Kawalerii Karla Augusta von Schaurotha
Dywizja Kawalerii Karla Augusta von Schaurotha (znana też jako Grupa Schaurotha) – jedna z dywizji w strukturze organizacyjnej wojska austriackiego w czasie wojny polsko-austriackiej w 1809.
Jej dowódcą był feldmarszałek Karl August von Schauroth (1755–1810).
W kwietniu 1809 przebiła się z kierunku Wolicy i Sękocina i dotarła od strony południowo-zachodniej przez Janki do Raszyna.

## Skład w 1809
- 1 Brygada Kirasjerów Sebastiana Spetha
- 2 Brygada Huzarów Gabriela Geringera
- 3 Detaszowana Brygada Piechoty Johanna von Branowatzky’ego